# エビ
エビ（海老・蝦・魵）は、十脚目（エビ目）に属する甲殻類のうち、カニ下目（短尾類）とヤドカリ下目（異尾類）以外の全ての種の総称である。かつての長尾類（長尾亜目 Macrura）にあたる。現在、長尾亜目という分類群は廃止されており、学術的な分類ではなく便宜上の区分である。
十脚目（エビ目）から、カニ・ヤドカリという腹部が特殊化した2つの系統を除いた残りの側系統であり、単系統ではない。この定義では、ザリガニもエビに含まれる。形がエビに似ている甲殻類のアミはアミ目アミ科、オキアミはオキアミ目オキアミ科に属し、エビではない。

## 名称
和語の「えび」は、元々は葡萄、あるいはその色のことだった。葡萄の色に似ていることから、蝦・海老のことを「えび」と呼ぶようになった。現在でも「葡萄色」と書いて「えびいろ」とも読む慣習が残っている。漢字表記の「海老」や「蛯」の字は曲がった腰と長い髭を老人に見立てたものである。漢字表記の「鰕」や「蝦」の字は中国でもエビを意味する漢字である。
漢字表記について、「イセエビなどの海底を歩行する大型のエビ類を「海老」、「螧」または「蛯」、サクラエビなどの海中を泳ぐ小型のエビを「蝦」、「魵」または「鰕」と表記する」と言われることもあるが、実際にはそこまで厳格に区別しているわけではない。
英語における呼称は大きさにより分けられており、クルマエビ程度で「prawn（プローン）」、小さなエビは「shrimp（シュリンプ）」と呼ばれる。「Lobster」（ロブスター）という呼称はアカザエビ科、特にその中のロブスター属の種類を示すが、それ以外の大型エビ類、例えばイセエビ上科の種類の呼称にも「lobster」が付いている（例えばイセエビ科は「spiny lobster」、セミエビ科は「slipper lobster」）。
なお、カブトエビ、ホウネンエビ、カシラエビ、ムカデエビ、カイエビ、ヒメヤドリエビ、コノハエビ、ヨコエビ、シャコ（シャコエビ）などは、名前に「エビ」とついていたり、姿形がエビと類似しているが、いずれも十脚類ですらない別系統であり、甲殻類ではあるがエビではない。コシオリエビはエビと同じく十脚類で英名も「squat lobster」だが、ヤドカリなどと共に異尾類に含まれており、エビではない。

## 特徴

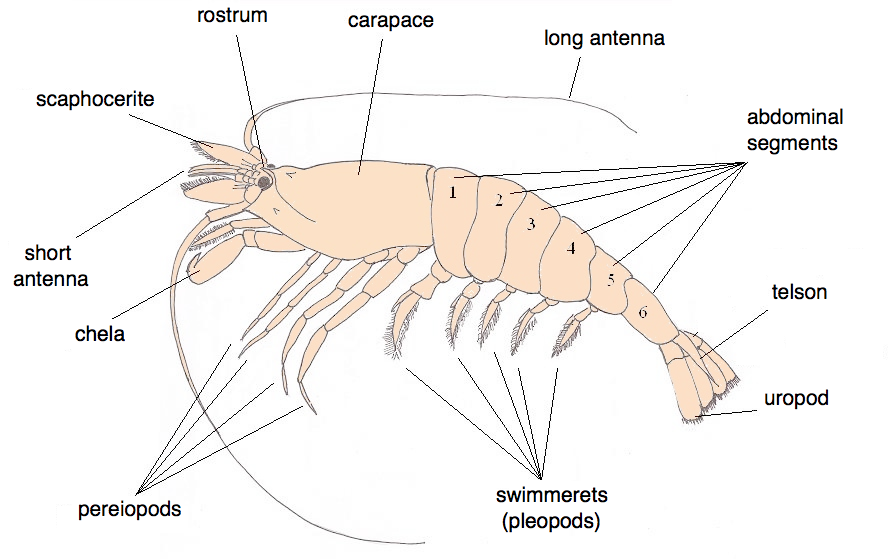
エビの部位概略図（十脚目の解剖学）

構造は他の甲殻類と同じく頭部、胸部、腹部に分かれており、カニ類と同じく頭部と胸部のすべてが外骨格に覆われている。外骨格に覆われた部分を頭胸甲(頭胸部)という（カニの場合は背甲という）。
複眼の間に額角（がっかく）という尖った角があり、これの形状も種類を判別する手がかりの一つになる。頭胸甲内の歩脚の近くに鰓をもち、呼吸をおこなう。ヤドカリやカニには陸上生活できるものもいるが、エビには乾燥した陸上で生活できる種類はいない。ただしモエビ科のキノボリエビは湿った陸上で活動する。
付属肢は19対ある（頭部付属肢5対、胸部付属肢8対、腹部付属肢6対）。
頭胸部には前の方から2対の触角、大あご、2対の小あご、3対の顎脚、5対の歩脚へと変化している。触角は周囲の様子を探る器官、大あごと小あごは餌を咀嚼する器官、顎脚は餌を掴んだり小さくちぎったりする器官、歩脚は歩くための器官である。分類群によっては顎脚や歩脚の先が鋏に変化しており、このような脚を鋏脚（きょうきゃく）、または鉗脚（かんきゃく）と呼ぶ。ザリガニやロブスターなどは鋏脚が特に大きく発達し、敵に対して大きく振りかざして威嚇したり、敵をはさんで撃退することもある。
腹部は6節に分かれ、それぞれの節が腹甲に覆われ、内部は消化管を囲むように筋肉が発達する。腹節の下部には腹肢をもち、泳ぐ時や卵を抱える時に使う。尾部（しっぽ）は中央の尾節と左右に2対の尾肢があり、尾扇という扇子のような構造となる。敵に襲われたときは腹部を勢いよく下に曲げ、大きく後ろへ飛び退いて逃げる動作を行う。
卵から生まれた子どもは親とは異なった体型で、幼生とよばれる。幼生は水中を漂うプランクトン生活を送り、脱皮を繰り返して変態し、小さなエビの姿となる。ザリガニ類やミナミヌマエビなど、分類群によっては卵の中で変態し、親とほぼ同じ体型で生まれてくるものもある。
真社会性を示すエビとしてユウレイツノテッポウエビが知られている。このエビは大型のカイメン類に共生し、300個体にも及ぶ大きな群れを作る。しかし繁殖は一個体の雌に限られ、他の個体は保育や防衛を行う。
生態からの分類で、魚の寄生虫を食べるクリーナーシュリンプなどもある。

## 感受性と動物福祉
2005年、EUの科学者たちは、エビが痛みや苦痛を感じることができることを示す科学的証拠が明確に存在すると主張。2022年には、イギリスで動物福祉（感覚）法が法律化され、エビの感覚が認められた。より人道的なエビの屠殺への取り組みも始まっている。2025年小売り大手のウェイトローズは、エビの屠殺方法として一般的な氷水での窒息死を廃止し電気ショックを導入すると発表。

### 眼柄切除
エビ養殖では、より多く産卵させるために、メスのエビの眼柄切除が標準的慣行として行われている。こうすることで、ホルモン操作され、急速な成熟と 産卵を誘導すると言われる。方法は、かみそりで目を切り開いてから、親指と人差し指で根元から眼柄（根と頭部をつなぐ組織）を絞り出す、加熱した刃または鉗子で眼の根元を切るなどの方法で行われる。麻酔などは使用されない。目を切開されたり、結紮されたりしたエビは、うろたえ、尾を叩き、外傷を受けた場所をこするという、苦痛・ストレス行動を示す。このことから、小売大手のマークス＆スペンサーのようにサプライヤーに眼柄切除を禁止する企業もある。

## おもな種類

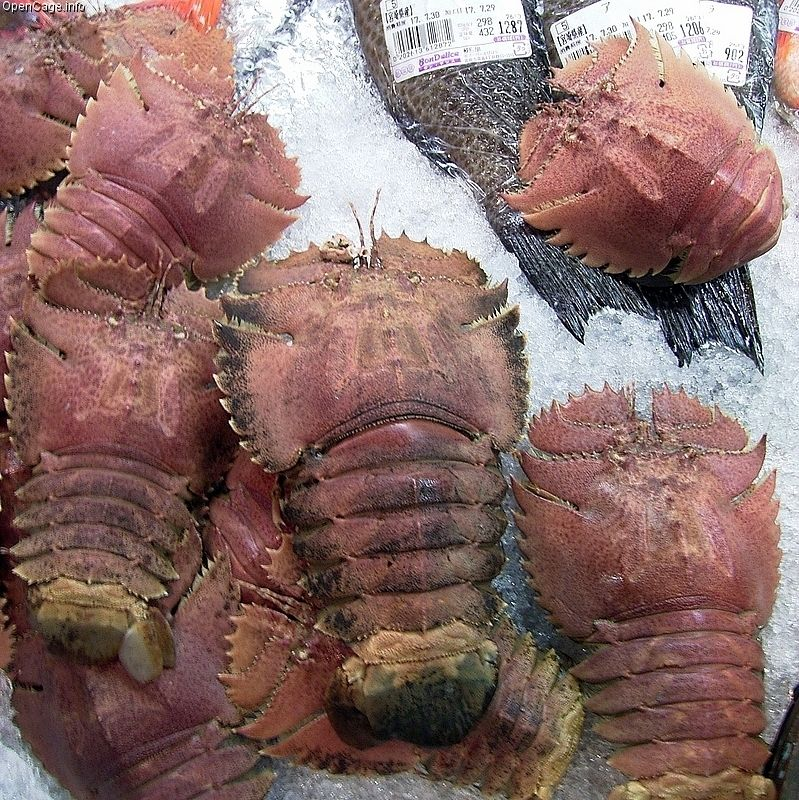
販売されるオオバウチワエビ

多くの種類があって、河川から深海まであらゆる水環境に生息する。食用や観賞用として人とのかかわりが深い種類も多い。
- 淡水域 - テナガエビ類、スジエビ、ヌマエビ類、ザリガニ、アメリカザリガニなど
- タイドプールや藻場 - イソスジエビ、ホッカイエビ、コシマガリモエビ、アシナガモエビなど
- 浅い海の砂泥底 - テッポウエビ、クルマエビ、ウシエビ（ブラックタイガー）、シバエビ、サルエビ、ウチワエビなど
- 浅い海のサンゴ礁や岩礁 - サラサエビ、カクレエビ類、オトヒメエビ、イセエビ、セミエビ、ロブスターなど
- 深海 - サクラエビ、シラエビ、ホッコクアカエビ（アマエビ）、アカザエビなど

## 食用
ほとんどのエビが食用にされ、大小さまざまなエビが漁獲・消費されている。陸上の昆虫などと異なり、少ない労力で大量に捕獲できるため、世界中で利用されている。ブラックタイガーなどの場合、販売時には下処理の方法によって有頭エビと無頭エビに分けて表示されることが多い。
旨味の元となる各種アミノ酸が豊富に含まれるため美味。肌や髪のツヤ・ハリに作用するタウリンや、骨を丈夫にするカルシウムも含まれている。
天ぷらなどのエビの調理の際には、背ワタ（腸）を取り、尾の先端を切る下処理が行われることも多い。背ワタは砂などを含むことがあり、いやな臭いのもとになる。背ワタは背をまるめ、頭から2―3節目の殻間に串を刺し、すくいとるようにひきぬく。背ワタと共に、腹ワタを取ることもある。

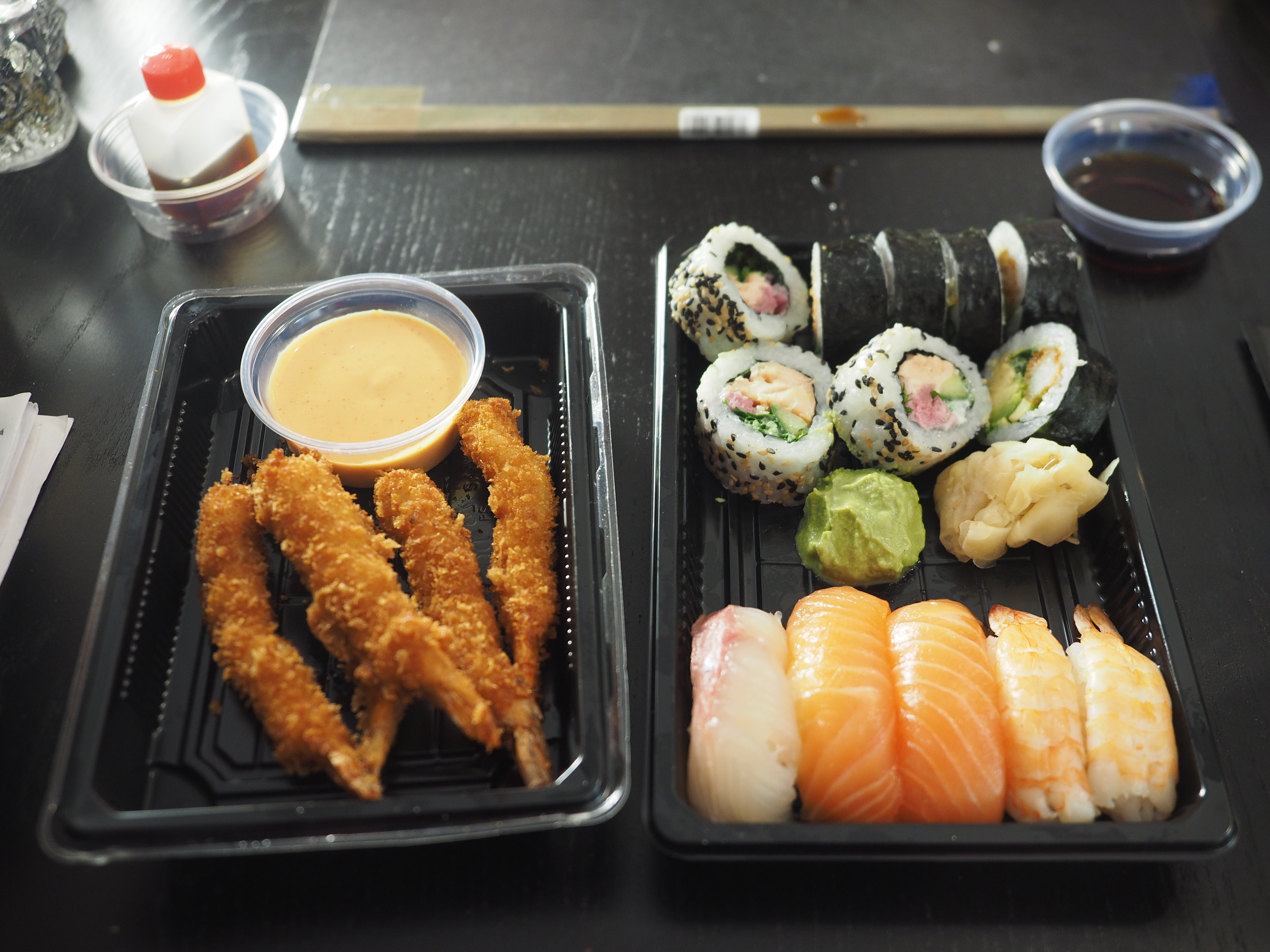
和食のエビ料理

### 主な料理
エビを使った料理は、刺身、茹でエビ、焼きエビ、佃煮、グラタン、寿司、天ぷら、エビフライ、えび団子、ハトシ、焼売、餃子、エビチリ、炒め物、鉄板焼き、踊り海老、酔っ払い海老など多種多様である。スナック菓子としても、煎餅（えびせん、海老満月）、シュリンプロールなどが作られている。海鮮料理の一覧も参照のこと。

### 食中毒
エビはサバなどと同様に細菌に弱い魚介類のひとつである。日本での報告例はないが、鮮度管理が不十分な環境下においては細菌が異常繁殖して青色に発光する事例が海外で報告されている。そのようなエビを食べた場合、食中毒を引き起こす可能性があるので注意が必要である。

### 食物アレルギー
食物アレルギーを起こしやすい食品とされる。日本では「食品衛生法第十九条第一項の規定に基づく表示の基準に関する内閣府令 別表第四」により特定原材料に指定されており、食品衛生法第19条の適用を受けるため、エビを原材料として含む製品を販売する場合にはエビを原材料に使用している旨を表示する義務がある。カニも同様に特定原材料に指定されている。

## 漁業・養殖
漁法としては主に刺し網、徒手採捕、かご・どうを用いた漁法によって漁獲する。第一種共同漁業権対象のものと、それ以外のものがある。スジエビ、テナガエビなどの内水面に棲息するもので第五種共同漁業権が設定されているものもある。
ウシエビ（ブラックタイガー）などのエビは東南アジアを中心とする海外で大規模に養殖されている。これらの海外養殖では養殖場確保のためにマングローブ林が伐採され、養殖後は汚染された湿地が残されるなど、環境問題も指摘されている。なお、海外のエビ養殖の多くは日本及びアメリカ向け輸出用の生産が大半を占めている。世界中で養殖されているエビの数は年間約4,400 億匹と推定される。
- エビ漁（英語版）
- 塩水エビの養殖（英語版）
- 淡水エビの養殖（英語版）

### エビの代表的な感染症
エビの養殖場では下記の感染症などが発生し問題となる。
イエローヘッド病
（病原体：Yellowhead virus ）
自然発病はブラックタイガー。発生国は、東南アジアに多く、タイ、インド、インドネシア、マレーシア、フィリピン、中国、台湾など。
稚エビや養殖開始2ヶ月程度までの幼エビが感染し易く、突然数日間過剰な摂餌行動を示した後、摂餌不良となり死亡する。外見上の変化は、エラ（まれに肝膵臓）の薄黄色化変色または白色化。特に、過密養殖池で発生し易く、急激に養殖池全体に感染拡大する。
伝染性皮下造血器壊死症
（病原体：パルボウイルス科の IHHN ウイルス。国際ウイルス分類命名委員会では暫定的に パルボウイルス科Brevidensovirus属 PstDNV としている） 
自然発病はブルーシュリンプ、ブラックタイガー、クマエビ、クルマエビなど。
発生域は広く、南北アメリカ大陸、カリブ海諸国、ハワイ、グアム、タヒチ、ニューカレドニア、東南アジア、イラン、オーストラリアなど。
稚エビで斃死率が高いが、成エビではほとんど死亡しない。摂餌が顕著に低下し行動異常が観察される。生存している個体は生涯ウイルスキャリアーとなる。
タウラ症候群
（病原体：Taura syndrome virus (TSV)　ピコルナウイルス科）
自然感染宿主は、ホワイトレッグシュリンプ。発生域は、南北アメリカ大陸、東南アジア。
稚エビから成エビまで感染し、共食いやウイルス汚染された水により感染拡大する。一般的に体全体が薄赤く変色し、柔らかい殻と空胃が特徴的。
バキュロウイルス・ペナエイによる感染症
（病原体：Nucleopolyhedrovirus属のBaculovirus penaei(BP) PvSNPV）
自然発病は、ホワイトレッグシュリンプ、ウシエビ（商品名：ブラックタイガー）など。
発生域は、南北アメリカ大陸、カリブ海諸国、ハワイなど。
幼生期（プロトゾエア、ミシス、ポストラーバ期）が最も高い感受性を示し、種苗生産場において大量斃死が発生。
モノドン型バキュロウイルスによる感染症
（病原体：Nucleopolyhedrovirus属のPenaeus monodon-type baculovirus (MBV) PemoNPV）
自然発病は、ウシエビ、テンジククルマエビ、ホワイトレッグシュリンプなど。
卵、ノープリウス幼生を除く全ての生活史の段階で感染し、幼生期（プロトゾエア、ミシス、ポストラーバ期）で多く斃死する。

## 分類
受精卵を水中に放出する根鰓亜目 Dendrobranchiata と、産んだ卵を腹肢に抱えて保護する抱卵亜目 Pleocyemata に大きく分けることができ、異尾下目と短尾下目は抱卵亜目の下位分類となる。
以下の分類は De Grave et al. (2009) による。

### 根鰓亜目

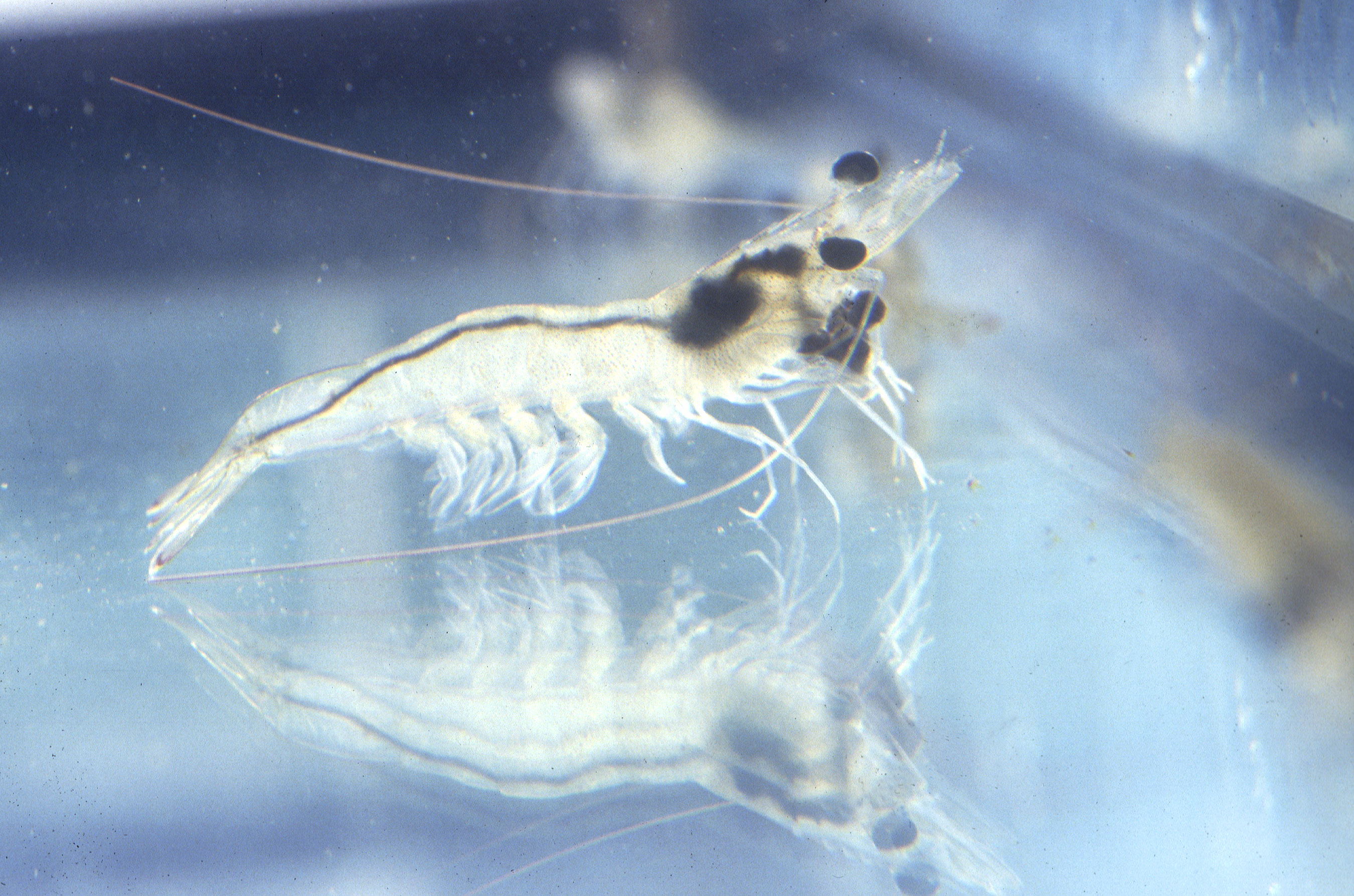
クルマエビ科の一種

クルマエビ亜目とも呼ばれる。メスは受精卵を腹肢に抱かず、そのまま水中へ放出する。卵は水中を浮遊しながら発生し、幼生期をプランクトンとして生活する。
- クルマエビ上科 Penaeoidea
  - Aegeridae †
  - チヒロエビ科 Aristeidae
  - オヨギチヒロエビ科 Benthesicymidae
  - Carpopenaeidae †

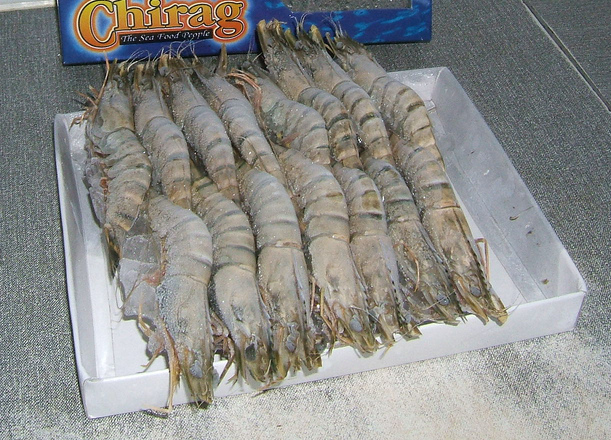
食品として販売されるブラックタイガー

  - 食品として販売されるブラックタイガークルマエビ科 Penaeidae - クルマエビ、ウシエビ（ブラックタイガー）、シバエビ など
  - イシエビ科 Sicyoniidae - イシエビ など
  - クダヒゲエビ科 Solenoceridae - ヒゲナガエビ など
- サクラエビ上科 Sergestoidea
  - ユメエビ科 Luciferidae
  - サクラエビ科 Sergestidae - サクラエビ、アキアミなど

### 抱卵亜目
メスが受精卵を腹肢に抱え、孵化まで保護する。エビ亜目とも呼ばれる。根鰓亜目と同じく幼生期をプランクトンとして過ごすが、種類によっては卵の中で幼生期を過ごし孵化する。ヤドカリやカニも抱卵亜目に含まれる。

#### オトヒメエビ下目
- オトヒメエビ下目 Stenopodidea Bate, 1888
  - Macromaxillocarididae
  - ドウケツエビ科 Spongicolidae - ドウケツエビ、サンゴヒメエビ
  - オトヒメエビ科 Stenopodidae - オトヒメエビなど

#### コエビ下目
- コエビ下目 Caridea Dana, 1852
  - Pleopteryxoidea †
    - Pleopteryxidae †

  - プロカリス上科 Procaridoidea
    - プロカリス科 Procarididae

  - Galatheacaridoidea
    - Galatheacarididae

  - オキエビ上科 Pasiphaeoidea
    - オキエビ科 Pasiphaeidae

  - ヒオドシエビ上科 Oplophoroidea
    - ヒオドシエビ科 Oplophoridae

  - ヌマエビ上科 Atyoidea
    - ヌマエビ科 Atyidae - ヌマエビ など

  - オハラエビ上科 Bresilioidea
    - Agostocarididae
    - オハラエビ科 Alvinocarididae
    - Bresiliidae
    - Disciadidae
    - Pseudochelidae

  - イトアシエビ上科 Nematocarcinoidea
    - ミカワエビ科 Eugonatonotidae
    - イトアシエビ科 Nematocarcinidae
    - サラサエビ科 Rhynchocinetidae
    - Xiphocarididae

  - イガグリエビ上科 Psalidopodoidea
    - イガグリエビ科 Psalidopodidae

  - サンゴエビ上科 Stylodactyloidea
    - サンゴエビ科 Stylodactylidae

  - シンカイテナガエビ上科 Campylonotoidea
    - シンカイテナガエビ科 Bathypalaemonellidae
    - サラサエビモドキ科 Campylonotidae

  - テナガエビ上科 Palaemonoidea
    - ニセヤドリエビ科 Anchistioididae
    - Desmocarididae
    - Euryrhynchidae
    - Gnathophyllidae
    - フリソデエビ科 Hymenoceridae
    - Kakaducarididae
    - テナガエビ科 Palaemonidae - テナガエビ、スジエビ など
    - Typhlocarididae

  - テッポウエビ上科 Alpheoidea
    - テッポウエビ科 Alpheidae - テッポウエビ など
    - Barbouriidae
    - モエビ科 Hippolytidae
    - ツノメエビ科  Ogyrididae

  - ロウソクエビ上科 Processoidea
    - ロウソクエビ科 Processidae

  - タラバエビ上科 Pandaloidea
    - タラバエビ科 Pandalidae - ホッコクアカエビ など。
    - オキナガレエビ科 Thalassocarididae

  - ウキカブトエビ上科 Physetocaridoidea
    - ウキカブトエビ科 Physetocarididae

  - エビジャコ上科 Crangonoidea
    - エビジャコ科 Crangonidae - エビジャコ など
    - トゲヒラタエビ科 Glyphocrangonidae
    - Udorellidae †

#### ザリガニ下目
- ザリガニ下目 Astacidea Latreille, 1802
  - Palaeopalaemonoidea †
    - Palaeopalaemonidae †

  - ショウグンエビ上科 Enoplometopoidea
    - ショウグンエビ科 Enoplometopidae
    - Uncinidae †

  - アカザエビ上科 Nephropoidea
    - Chilenophoberidae †
    - Protastacidae †
    - Stenochiridae †
    - アカザエビ科 Nephropidae - アカザエビ、ロブスター など

  - ザリガニ上科 Astacoidea
    - ザリガニ科 Astacidae - ウチダザリガニ など
    - アメリカザリガニ科 Cambaridae - ニホンザリガニ、アメリカザリガニ など
    - Cricoidoscelosidae †

  - ミナミザリガニ上科 Parastacoidea
    - ミナミザリガニ科 Parastacidae

#### ムカシイセエビ下目
- ムカシイセエビ下目 Glypheidea Winckler, 1882
  - Erymoidea †
    - Erymidae †

  - ムカシイセエビ上科 Glypheoidea
    - Chimaerastacidae †
    - ムカシイセエビ科 Glypheidae
    - Mecochiridae †
    - Pemphicidae †
    - Platychelidae †

#### アナエビ下目
- アナエビ下目 Axiidea de Saint Laurent, 1979
  - アナエビ科 Axiidae
  - スナモグリ科 Callianassidae - ニホンスナモグリ（Neotrypaea japonica）
  - エラゲスナモグリ科 Callianideidae
  - Calocarididae
  - Ctenochelidae
  - Eiconaxiidae
  - Micheleidae
  - Strahlaxiidae
  - Thomassiniidae

#### アナジャコ下目
- アナジャコ下目 Gebiidea de Saint Laurent, 1979
  - Axianassidae
  - ハサミシャコエビ科 Laomediidae
  - オキナワアナジャコ科 Thalassinidae
  - アナジャコ科 Upogebiidae

#### イセエビ下目
- イセエビ下目 Achelata Scholtz & Richter[28], 1995
  - Cancrinidae †
  - イセエビ科 Palinuridae - イセエビ、ニシキエビ、ハコエビ など
  - セミエビ科 Scyllaridae - セミエビ、ゾウリエビ、ウチワエビ など
  - Tricarinidae †

#### センジュエビ下目
- センジュエビ下目 Polychelida Scholtz & Richter[29], 1995
  - Coleiidae †
  - Eryonidae †
  - Palaeopentachelidae †
  - センジュエビ科 Polychelidae - センジュエビ など
  - Tetrachelidae †